# Limfjorden
Il Limfjorden è un canale naturale danese che divide la penisola dalla regione dello Jutland settentrionale, mettendo in contatto il mare del nord con il Kattegat.

## Geografia
Il Limfjorden appare di forma non regolare, ha una lunghezza di circa 180 Km. e una profondità, nel punto più basso, di 16 m. Il canale ospita alcune isole, la più rilevante delle quali è Morsø, mentre il porto più importante che si estende nello stretto è quello della città di Aalborg.

## Economia
In considerazione del fondale basso, il canale non ha una significativa rilevanza come via di comunicazione. Degno di nota è l'attività ittica di pesca del gambero, oltre che l'allevamento di mitili e ostriche.